# Провінція Хіґо
Провінція Хіґо (яп. 肥後国 — хіґо но куні, «країна Хіґо») — історична провінція Японії у регіоні Кюсю на заході острова Кюсю. Відповідає території сучасної префектури Кумамото.

## Короткі відомості
Віддавна Хіґо була складовою Хі но куні (火国, «країна вогню», згодом перейменована на 肥国), прото-державного утворення аборигенних племен кумасо, яке після завоювання яматосцями було поділено у 7 столітті на дві адміністративні одиниці — Хіґо (肥後, «заднє Хі») і Хідзен (肥前, «переднє Хі»). Урядовий центр провінції Хіґо знаходився у сучасному місті Кумамото.
До 14 століття провінція Хіґо була розділена між родами Асо, Сора і Кікуті. Після утвердження сьоґунату Муроматі рід Кікуті спромігся утримати владу на півдні провінції. Роди Асо і Сора контролювали північні землі Хіґо, однак через виснажливі війни були поглинуті родиною Отомо, володарями сусідньої провінції Бунґо у 16 столітті.
Після об'єднання Японії у 1590 році під проводом Тойотомі Хідейосі, провінція Хіґо була поділена між його васалами — християнином Конісі Юкінаґою та фанатичним буддистом Като Кійомаса. Перший доклав зусиль до розвитку торгівлі і поширення християнства, а другий займався винятково військовими справами, переважно будівництвом замків.
У період Едо (1603—1867) провінція Хіґо була поділена на декілька хан: Кумамото-хан, Хіґо-Сінден-хан, Уто-хан і Хітойосі-хан. Перший, найбільший з них, належав самурайській родині Хосокава.
У результаті адміністративної реформи 1871 року провінція Хіґо була перетворена на префектуру Кумамото.

## Повіти
- Акіта 飽田郡
- Амакуса 天草郡
- Асікіта 葦北郡
- Асо 阿蘇郡
- Ґосі 合志郡
- Кікуті 菊池郡
- Кума 球麻郡
- Масікі 益城郡
- Такума 託麻郡
- Тамана 玉名郡
- Уто 宇土郡
- Ямаґа 山鹿郡
- Ямамото 山本郡
- Яцусіро 八代郡